# H.I.V.E.
La H.I.V.E., sigla che significa Hierarchy of International Vengeance and Extermination (dall'inglese, Gerarchia di Sterminio e Vendetta Internazionale), è un gruppo di supercriminali della DC Comics.

## Storia

### Prima incarnazione
Il Padrone dell'H.I.V.E. mise insieme sette scienziati criminali senza nome per dominare il mondo ed eliminare i suoi nemici nelle persone di Superman e dei Teen Titans. Per eliminare il gruppo provarono ad assoldare il mercenario Deathstroke, che però rifiutò l'offerta.
L'H.I.V.E è  anche responsabile della trasformazione del figlio di Deathstroke, Grant Wilson, nel mercenario Ravager. Il Padrone dell'H.I.V.E. fu successivamente ucciso e rimpiazzato dalla Padrona dell'H.I.V.E., che mise Deathstroke tra i ranghi per farsi aiutare.

### Seconda incarnazione
La seconda incarnazione dell'H.I.V.E. fu messa in piedi da Adeline Kane, la ex-moglie di Deathstroke. Furono messi in competizione contro i Tartarus, una squadra anti-Titans guidata da Vandal Savage, che includeva Gorilla Grodd, Lady Vic, Red Panzer, Siren e Cheshire.
I membri dell'H.I.V.E. furono visti poi come membri della Società segreta dei supercriminali di Alexander Luthor Jr..

## Membri
Ci furono diversi membri in ogni incarnazione. Qui di seguito vi è una lista di membri noti:

### H.I.V.E. 1
- Prima Padrona dell'H.I.V.E.
- Franklin Crandall
- Penelope Lord

### H.I.V.E. 2
- Seconda Padrona dell'H.I.V.E. (Adeline Wilson)
- Damien Darhk

## Versioni alternative

### H.I.V.E. dell'universo anti-materiale
Le controparti eroiche dell'H.I.V.E. nell'universo anti-materiale in JLA: Earth 2 sono conosciute come la Hierarchy of International Virtuous Empowerment (dall'inglese, Gerarchia di Potenziamento Virtuoso Internazionale).

## Altri media

### Televisione
- L'H.I.V.E. comparve nella serie animata Teen Titans. Ci sono forti indicazioni che l'Accademia sia attualmente un culto di super criminali, ma non è esplicito in quanto i Teen Titans tendono ad essere diretti verso un pubblico giovanile. Quest'angolo sembrò essere minimizzato in favore del tema standard dell'"organizzazione criminale". L'Accademia H.I.V.E. fu descritta come un'organizzazione/scuola malvagia fondata da una Padrona senza nome e successivamente guidata da Brother Blood. Studenti noti includono Mammoth, Gizmo, Jinx, Bumblebee (in realtà un infiltrato dei Titans), il Soldato H.I.V.E., Billy Numerous, See-More, Kyd Wykkyd, Angel, XL Terrestrial, l'I.S.T.I.G.A.T.O.R.E., ed un wrestler mascherato. In "Deception", nell'Accademia H.I.V.E. si infiltrò Cyborg sotto il falso alias di Stone, uno studente che può diventare un essere di roccia. La H.I.V.E. incluse anche un enorme staff di insegnanti oscuri (con mantelli simili a quello di Raven) così come delle truppe armate. L'Accademia fu distrutta dopo la sconfitta di Brother Blood, ma alcuni degli studenti formarono un loro gruppo indipendente di super criminali chiamato H.I.V.E. F.I.V.E.. La maggior parte degli studenti della H.I.V.E. divennero membri della Confraternita del Male e finirono congelati da Más y Menos.
- L'H.I.V.E. appare nella serie televisiva Arrow, nella seconda stagione: essa è l'associazione che ha ingaggiato Deadshot per uccidere il fratello di John Diggle. Dopo una fugace menzione nella terza stagione, sempre a proposito di Deadshot, diviene la nemica principale nella quarta insieme al suo leader, Damien Dark (anch'egli già citato nella terza), formata maggiormente da terroristi, tra l'altro Andy, il fratello di John, non era morto, ma era stato arruolato dall'H.I.V.E. il cui vero scopo è quello di annientare l'umanità e ripopolare il pianeta rendendolo perfetto. I mercenari dell'H.I.V.E. vengono chiamati "Spettri". Nel finale della quarta stagione Oliver uccide Damien e con l'aiuto dei suoi amici e dei cittadini di Star City sconfigge definitivamente l'H.I.V.E.
- La H.I.V.E. comparve in Teen Titans Go!. Nel n. 16 furono presentati gli studenti dell'H.I.V.E. Rock, Paper e Scissors (come nel gioco d'infanzia, "Sasso, Carta e Forbice"). Rock è una ragazza enorme che poteva trasformare il suo corpo in roccia. Paper è una ragazza magra che poteva allungarsi come Plastic Man. Scissors è un ragazzino punk che poteva allungare le sue dita fino a tramutarle in artigli provviste di lame.